# Херлуф Бидструп
Херлуф Бидструп (на датски: Herluf Bidstrup) е известен датски карикатурист и общественик.
Автор е на над 5000 карикатури. Заклет комунист, Бидструп рисува множество карикатури на външнополитическа и социална тематика, сюжетно свързани с последиците от Втората световна война. В известна част от творчеството си улавя и представя хумора в ежедневието на хората.

## Биография
Баща му, Хермонд Бидструп (1885–1973), е датски художник декоратор, пристигнал в Германия в търсене на работа. Майка му, Августа Ема Берта Шмид (1887–1957), е германка. Когато Херлуф е на 5 години, семейството му се връща в Дания.
През 1931 г. започва да следва в Датската кралска академия за изящни изкуства. Завършва я през 1935 г. и започва да сътрудничи на различни периодични издания с хумористични рисунки и портрети. В периода на окупацията на Дания от нацистска Германия публикува редовно карикатури с антифашистки подтекст във вестник „Social-Demokraten“. От 1945 г. работи във вестника на датската комунистическа партия „Ланд ог фолк“.
През 1948 и 1952 г. пътува до Чехословакия. За първи път посещава СССР през 1952 г. През 1955 г. посещава Китай. През 1973 г. обикаля из Южна Америка, посещавайки Бразилия, Уругвай и Аржентина. Бил е и в Лапландия, Франция и България. От всички свои пътувания публикува скици и стрипове в различни списания и албуми.
През 1964 г. е удостоен с международната Ленинска награда за мир и дружба между народите. На 17 май 1967 г. е обявен за почетен гражданин на Габрово.